# Route nationale 102
La route nationale 102 (RN 102 o N 102) è una strada nazionale francese che parte da Lempdes-sur-Allagnon e termina a Montélimar.

## Percorso
Originariamente cominciava dalla N9 nel centro di Lempdes, ora invece dalla vicina uscita dell'autoroute A75. Oggi la nazionale serve i comuni di Cohade e Brioude evitandone i centri, quindi prosegue passando a sud del parco naturale regionale Livradois-Forez e da Cobladour (Loudes) è declassata a D902 nel 2021. Raggiungeva la N88 a Le Puy-en-Velay, dove finiva il primo troncone della N102. Adesso l'incrocio con la N88 è posto a Cussac-sur-Loire (località Les Fangeas).
Dopo un tratto in comune, ripartiva da Landos (oggi è stata riassegnata alla N88 fino a la Ribeyre), in seguito la vecchia variante è stata declassata a D108, la nuova ha ripreso il percorso della precedente N102A. Da Lanarce le due varianti si riuniscono e la N102 scende per la valle dell'Ardèche verso est arrivando ad Aubenas, per poi giungere a Le Teil, attraversare il Rodano e concludersi a Montélimar all'incrocio con la N7. In origine, invece, da Alba-la-Romaine finiva a Viviers sulla N86 (tratto oggi conosciuto come D107).